# Snowy White
Pour les articles homonymes, voir White.
Terence Charles White dit Snowy White, né le 3 mars 1948 à Barnstaple (Devon), est un guitariste de rock britannique. À la fin des années 70, il accompagne Pink Floyd lors de deux tournées avant de remplacer Gary Moore au sein du groupe de hard rock irlandais Thin Lizzy. Il démarre ensuite une carrière sous son nom puis forme les groupes The Blues Agency et White Flames. Il a obtenu un grand succès en 1983 avec Bird Of Paradise, une ballade langoureuse extraite de son premier album solo. Il a aussi accompagné Roger Waters sur disques, à savoir The Wall Live in Berlin en 1990, In the Flesh: Live en 2000 et aussi la compilation Flickering Flame: The Solo Years Vol. 1 en 2002 et finalement Roger Waters: The Wall sorti en 2015 ainsi qu'en tournées. Il avait déjà joué avec le claviériste Rick Wright sur son premier album solo Wet Dream publié en 1978.

## Carrière
Snowy White apprend la guitare sous l'influence des grands du blues tels que B.B. King, Buddy Guy, Otis Rush ou Albert King. Au début des années 1970, il quitte le comté de Devon et s'installe à Londres. Il y rencontre Peter Green avec lequel il sympathise. Il gagne sa vie comme musicien de studio quand il est approché par les membres du groupe Pink Floyd qui l'engagent pour seconder David Gilmour lors de la tournée de l'album Animals en 1977-1978. On peut même l'entendre jouer le solo de guitare électrique sur le pont qui reliait les deux parties de la chanson Pigs on the Wing de la version publiée en cartouche 8 pistes de cet album. À la suite de la tournée, le claviériste de Pink Floyd Rick Wright enregistre son premier album solo, Wet Dream, pour lequel White joue la guitare. 
Snowy White participe à l'album In the skies de Peter Green en 1979, sur lequel il joue une partie des solos.
À la fin de la tournée Animals de Pink Floyd, il se voit offrir par Phil Lynott une place de membre permanent avec son groupe Thin Lizzy. Il participe aux albums Chinatown et Renegade qui, malgré une qualité indéniable, déçoivent les fans du groupe. Il est alors prié de céder la place à John Sykes, un guitariste à l'approche et au son radicalement différents.
En 1983, Snowy White publie un premier album solo, White Flames. Le single  Bird of Paradise  qui en est extrait obtient un franc succès. Il s'oriente vers le blues et forme le groupe The Blues Agency avec lequel il enregistre 2 albums, Change my life et Blues On Me a.k.a.: Open For Business. ils seront réédités sous forme d'un double album en 2009 sous le titre  Snowy White's Blues Agency - Twice As Addictive . 
Au cours des années 1990, il enregistre un nouvel album solo, Highway To The Sun, auquel participent Chris Rea, David Gilmour et Gary Moore, cet album marque aussi l'apparition de deux nouveaux musiciens hollandais et indonésien, Juan van Emmerloot (batterie) et Walter Latupeirissa (basse et guitare rythmique). Kuma Harada y joue également de la basse et de la guitare.. Il publie ensuite une compilation de ses meilleurs titres comprenant la chanson  Bird of Paradise , récemment remise au goût du jour par la compagnie aérienne néerlandaise KLM qui s'en est servi pour une publicité. Depuis, Snowy White poursuit sa carrière avec un nouveau groupe, White Flames.
Après, il fait une pause afin de repenser sa direction musicale, durant laquelle il forme un groupe de blues pour tourner et enregistre ainsi 2 albums, Change my Life, et Open for Business.
En juin 1990, Roger Waters séparé de Pink Floyd, monte le spectacle The Wall à Berlin et invite White à se joindre à son groupe The Bleeding Hearts Band ainsi qu'une belle brochette d'invités, dont le groupe allemand Scorpions, ainsi que les artistes Marianne Faithfull, Ute Lemper, Cyndi Lauper, Thomas Dolby, Sinéad O'Connor, etc. Le concert donnera lieu à un double album et un DVD intitulé The Wall Live in Berlin, publié le 21 août 1990. 
En 1991, Roger Waters fait de nouveau appel à lui cette fois pour jouer à Séville, pour le concert Guitar Legends lors de l'exposition universelle.
Snowy nomme son projet discographique suivant, Gold Top, d'après sa désormais bien connue guitare Gibson Les Paul Standard Goldtop. Ce disque contient différents morceaux rares auxquels il a participé entre 1974 et 1996, comme deux chansons de Thin Lizzy, des jams issues des enregistrements de In the Skies de Peter Green (avec ce dernier à la guitare), des morceaux live avec Al Stewart à Philadelphie (en 1974), et la seule version complète disponible de la chanson Pigs on the Wing Parts 1 & 2 de Pink Floyd, où figure le solo de guitare d'origine de White.
Ensuite, il enregistre 3 albums avec son groupe White Flames (un trio) : No Faith Required en 1996, Little Wing en 1998 et Keep Out: We Are Toxic en 1999.
En 1999, Snowy rejoint le groupe de Roger Waters pour la tournée américaine In The Flesh, qui connait un tel succès qu'à l'été 2000, Waters refait une autre tournée aux États-Unis, et enregistre un DVD et CD live du spectacle, In the Flesh: Live. Un dernier album figurant les White Flames en tant que trio, Restless, sort en Mai 2002. De février à juillet 2002 Snowy effectue une nouvelle tournée mondiale aux côtés de Roger Waters.
Le printemps 2005 voit la sortie de The Way It Is, un nouvel album des White Flames, un groupe formé par Snowy, Richard Bailey (batterie/percussions), Walter Latupeirissa (basse) et Max Middleton (claviers). La sortie de cet album est suivie d'une tournée et un DVD, The Way It Is - Live, est issu de sa captation.
D'avril à octobre 2006, White tourne avec Roger Waters, The Dark Side of the Moon Live, en Europe, en Amérique du Nord, en Asie, en Australie et en Amérique du Sud. Il a aussi joué durant le concert Live Earth avec Waters. Il donne ensuite quelques concerts au Royaume-Uni et en Europe avec son groupe, les White Flames. En novembre 2006, il enregistre, en une semaine à Rotterdam, leur nouvel album.
Roger Waters décidant de remonter depuis 2010 une ultime tournée The Wall Live, Snowy White se voit confier une fois de plus le rôle de guitariste.

## Discographie

### Thin Lizzy
- 1980 : Chinatown
- 1981 : Renegade
- 1983 : Life

### En solo
- 1983 : White Flames
- 1984 : Snowy White (publié en France sous le titre Land of Freedom)
- 1987 : That Certain Thing
- 1994  : Highway to the Sun

### Blues Agency
- 1988 : Change My Life
- 1989 : Open For Business (publié également sous le titre Blues On Me)
- 1993 : The Best of Snowy White's Blues Agency - compilation

### Snowy White and the White Flames
- 1996 : No Faith Required
- 1998 : Little Wing (publié aux États-Unis sous le titre Melting)
- 1999 : Keep Out - We Are Toxic
- 2002 : Restless
- 2004 : The Way It Is
- 2011 : Realistic
- 2016 : Released
- 2017 : Reunited ...
- 2019 : The situation
- 2020 : Something on Me

#### Compilations
- 1996 : Goldtop
- 1999 : Pure Gold / The Solo Years 1983-1998
- 2003 : Bird Of Paradise (An Anthology)

### Collaborations

#### Pink Floyd
- 1977 : Animals (Pigs on the Wing Part 1 & 2, uniquement disponible sur la version 8 pistes.)
- 2000 : Is There Anybody Out There? The Wall Live 1980-81

#### Rick Wright
- 1978 : Wet Dream

#### Roger Waters
- 1990 : The Wall Live In Berlin
- 2000 : In The Flesh, Live
- 2002 : Flickering Flame: The Solo Years Volume 1 - Joue sur Perfect Sense, Part I & II & Each Small Candle
- 2015 : Roger Waters: The Wall

#### Autres
- 1974 : Jonathon Kelly's Outside - Waiting On You
- 1974 : Linda Lewis - Not A Little Girl Anymore
- 1975 : Michael Moorcock and The Deep Fix - The New Worlds Fair
- 1979 : Peter Green - In the Skies
- 1980 : Phil Lynott : Solo In Soho
- 1982 : Tom Newman and Friends - Snowblind
- 1984 : Jim Capaldi - One Man Mission
- 1989 : Nick Potter - The Blue Zone
- 1993 : Rattlesnake Guitar (The Music of Peter Green)
- 1993 : Eddy Mitchell Rio Grande - Solos sur Je me sens mieux quand je me sens mal & Te perdre
- 2017 : Meek Mill - Blue Notes